# Polia stevensii
Polia stevensii är en fjärilsart som beskrevs av Achille Guenée 1852. Polia stevensii ingår i släktet Polia och familjen nattflyn. Inga underarter finns listade i Catalogue of Life.